# Requiem (Mozart)
Requiem v d-moll (Köchelův seznam 626) od Wolfganga Amadea Mozarta je soubor 14 skladeb napsaných ve Vídni v roce 1791 a nedokončených před autorovou smrtí v témže roce. Mozart začal skládat Requiem na základě velkorysé zakázky od anonymního člověka, který byl ve skutečnosti služebníkem hraběte Franze von Walsegg-Stuppach, bohatého šlechtice, který chtěl Requiem vydávat za vlastní dílo, složené k uctění památky své manželky. Mozart byl však uprostřed práce přemožen infekční nemocí. Zemřel 5. prosince 1791 a Requiem nedokončil.

## Historie vzniku

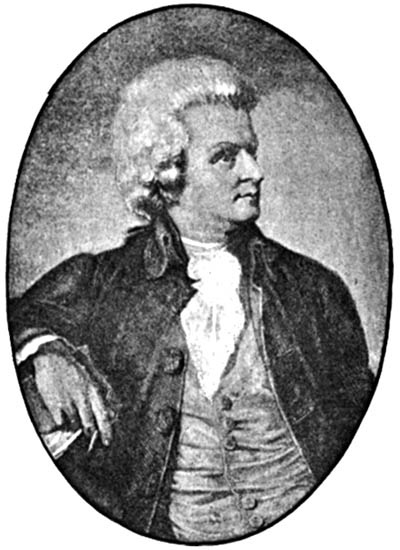
W. A. Mozart v pozdějších letech života (zemřel ve věku 35 let)

Po skladatelově smrti se Mozartova vdova Constanze zavázala hudebnímu nakladatelství Breitkopf & Härtel, že Requiem bude dokončeno a připraveno k vydání. Constanze nejprve požádala o pomoc Josepha Eyblera – skladatele, kterého si Mozart velmi vážil. Eybler krátký čas na Requiem pracoval, utřídil několik částí, ale nakonec zjistil, že dokončení všech rozpracovaných částí by bylo příliš časově náročné a vrátil partitury Mozartově vdově. V průběhu následujícího období bylo osloveno několik dalších hudebníků, kteří však přispěli minimálně, až se Requiem dostalo do rukou skladatele Franze Xavera Süßmayra, jenž byl po většinu roku 1791 Mozartovým žákem, a ten dílo dokončil. Süßmayr použil všechny Mozartovy originální partitury, které se dochovaly. Použil i některé hudební náměty Josepha Eyblera a sám zkomponoval nový materiál pro další části (jako např. zbytek „Lacrimosa“). Zopakoval, resp. znovu použil Mozartovy motivy z „Introitus“ a „Kyrie“ a Requiem dovedl do finálního, dnes známého pojetí.
Díky nejasnému podílu Mozarta na celkovém provedení je tedy dílo předmětem častých dohad a kontroverzí. Existují Mozartovy vlastnoručně psané partitury pro „Kyrie“ a části „Dies irae“ a „Lacrimosa“, Süßmayr se později přihlásil k autorství skladeb „Sanctus“ a „Agnus“.
Ačkoli bylo učiněno mnoho dalších pokusů o dokončení Requiem, mnohokrát se zkoušelo je vylepšit nebo i zcela nahradit Süßmayrovu práci, je to nakonec jeho verze, která se stala nejznámější od smrti skladatele až do dnešní doby. První představení zkompletovaného Requiem se konalo ve Vídni v roce 1793, a skladba se stala v krátké době dobře známou v celé Evropě. Mozartovo Requiem je uváděno při velkých příležitostech a na slavnostních koncertech.
Requiem je zkomponováno pro 2 basetové rohy v F, 2 fagoty, 2 trubky v D, 3 pozouny (alt, tenor a bas), tympány (2 bubny), housle, violu a basso continuo (violoncello, kontrabas a varhany). Vokální party zahrnují soprán, kontraalt, tenor, bas, sólisty a smíšený sbor.

## Struktura
Jak byla sestavena Süßmayrem:
1. Introitus: Requiem aeternam (sbor a soprán solo)
2. Kyrie eleison (sbor)
3. Sequentia (text založen na části Dies Irae):
  - Dies irae (sbor)
  - Tuba mirum (sopran, kontraalt, tenor a Bas solo)
  - Rex tremendae majestatis (sbor)
  - Recordare, Jesu pie (sopran, kontraalt, tenor a bas solo)
  - Confutatis maledictis (sbor)
  -  Lacrimosa dies illa (sbor)
4. Offertorium:
  - Domine Jesu Christe (sbor a solo quartet)
  -  Versus: Hostias et preces (sbor)
5. Sanctus:
  -  Sanctus Dominus Deus Sabaoth (sbor)
6. Benedictus (solo quartet, pak sbor)
7. Agnus Dei (sbor)
8. Communio:
  -  Lux aeterna (sopran solo a sbor)

### Introitus
Pasáž prokazatelně složená Mozartem.

#### Requiem

##### Text
Requiem aeternam dona eis, Domine,

et lux perpetua luceat eis.

Te decet hymnus, Deus, in Sion, et

tibi reddetur votum in Jerusalem:

exaudi orationem meam, ad te omnis

caro veniet.

Requiem aeternam dona eis, Domine,

et lux perpetua luceat eis.

### Kyrie eleison
Pasáž prokazatelně napsaná Mozartem, dochovaly se vlastnoručně psané partitury.

#### Kyrie

##### Text
Kyrie eleison

Christe eleison

Kyrie eleison

### Sequentia
Pasáž s nejednoznačným autorstvím některých částí.

#### Dies irae
Pasáž prokazatelně složená Mozartem – dochovaly se vlastnoručně psané části.

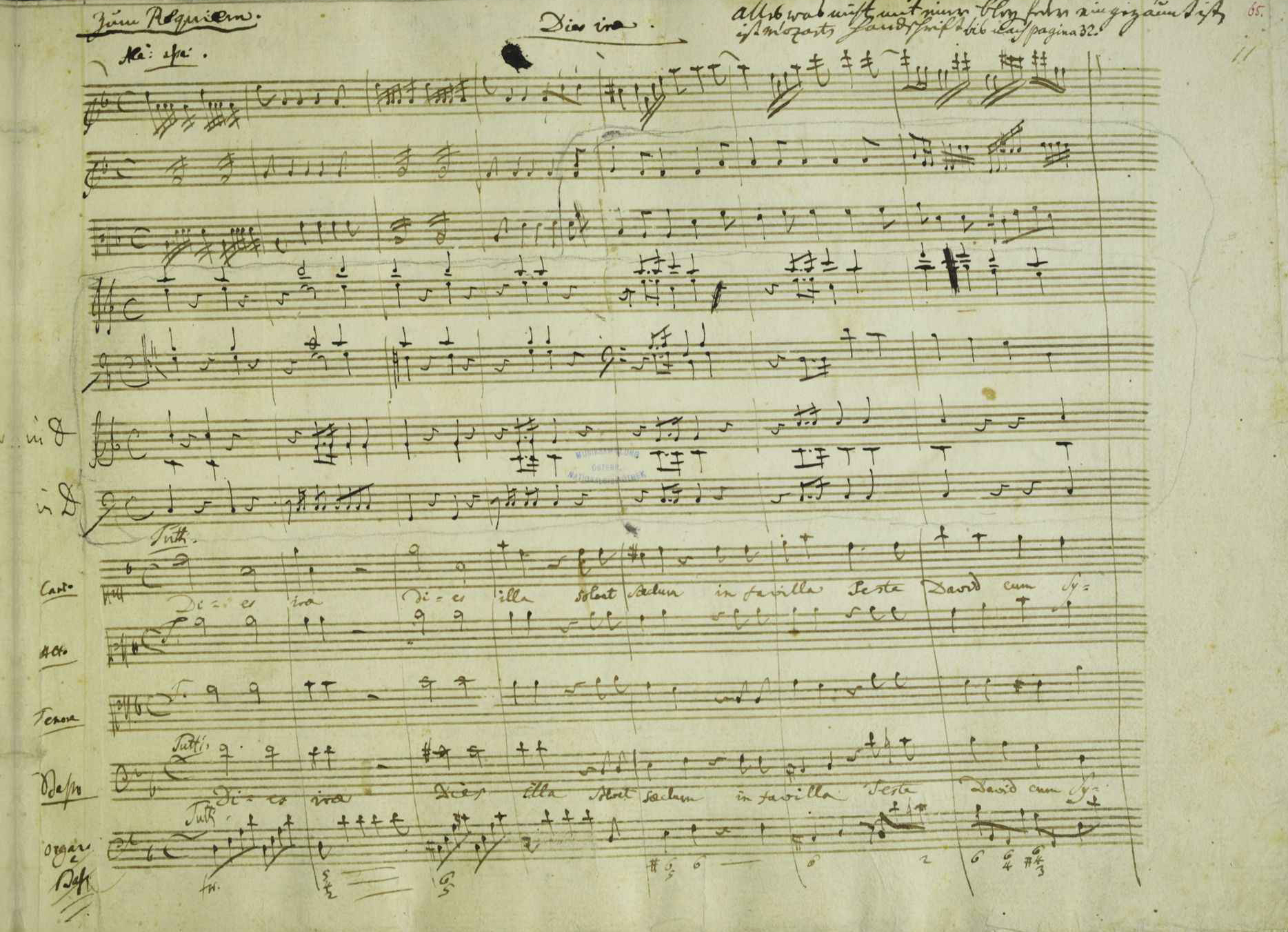
Mozartův rukopis Dies irae

##### Text
Dies iræ, dies illa,

Solvet sæclum in favilla;

Teste David cum Sibylla.

Quantus tremor est futurus,

Quando judex est venturus,

Cuncta stricte discussurus!

#### Tuba mirum

##### Text
Tuba mirum spargens sonum
Per sepulchra regionum,
Coget omnes ante thronum.
Mors stupebit, et natura,

Cum resurget creatura,
Judicanti responsura.
Liber scriptus proferetur,

In quo totum continetur,

Unde mundus judicetur.
Judex ergo cum sedebit,

Quidquid latet, apparebit:

Nil inultum remanebit.
Quid sum miser tunc dicturus?

Quem patronum rogaturus,

Cum vix justus sit securus?

#### Rex tremendae

##### Text
Rex tremendae majestatis

Qui salvandos salvas gratis,

Salva me, fons pietatis!

#### Recordare

##### Text
Recordare, Jesu pie,

Quod sum causa tuæ viæ:

Ne me perdas illa die.
Quærens me, sedisti lassus:

Redemisti Crucem passus:

Tantus labor non sit cassus.
Juste judex ultionis,

Donum fac remissionis

Ante diem rationis.
Ingemisco, tamquam reus:

Culpa rubet vultus meus:

Supplicanti parce, Deus.
Qui Mariam absolvisti,

Et latronem exaudisti,

Mihi quoque spem dedisti.
Preces meæ non sunt dignæ:

Sed tu bonus fac benigne,

Ne perenni cremer igne.
Inter oves locum præsta,

Et ab hædis me sequestra,

Statuens in parte dextra.

#### Confutatis

##### Text
Confutatis maledictis,

Flammis acribus addictis:

Voca me cum benedictis.

Oro supplex et acclinis,

Cor contritum quasi cinis:

Gere curam mei finis.

#### Lacrimosa
Část byla složena Mozartem, některé pasáže byly doplněny Josephem Eyblerem a celek byl dokončen Süßmayrem

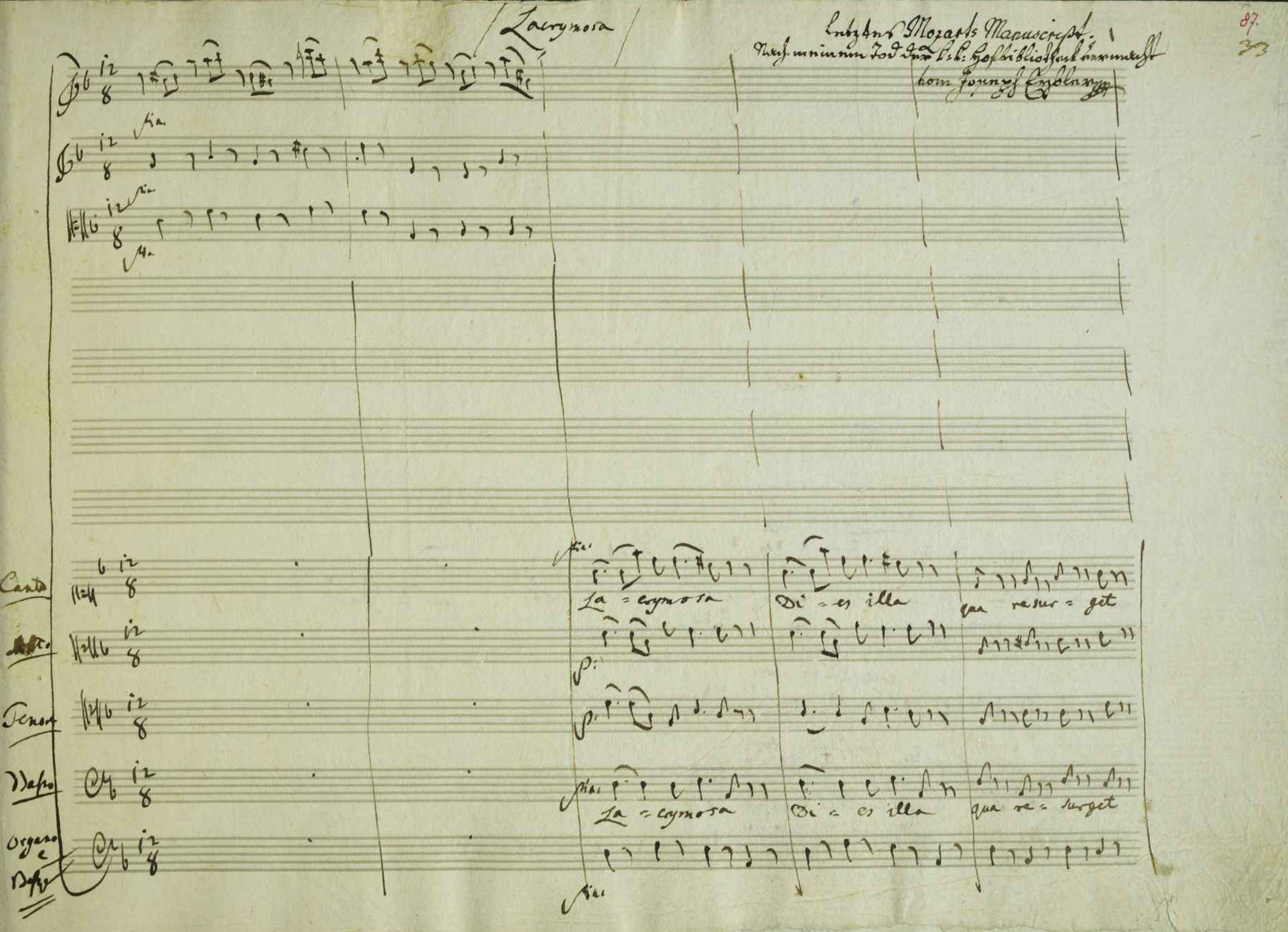
Rukopis Lacrimosy

##### Text
Lacrimosa dies illa,

Qua resurget ex favilla.

Judicandus homo reus:

Huic ergo parce, Deus.

Pie Jesu Domine,

Dona eis requiem. Amen.

### Offertorium

#### Domine Jesu Christe
Domine Jesu Christe, Rex gloriae gloriae, libera

animas omnium fidelium defunctorum de poenis inferni

et de profundo lacu: libera eas de ore

leonis, ne absorbeat eas tartarus, ne cadant in obscurum.

Sed signifer sanctus Michael repraesentet eas in lucem sanctam:

Quam olim Abrahae promisisti et semini eius.

#### Hostias
Hostias et preces tibi, Domine, laudis offerimus:

tu suscipe pro animabus illis, quarum hodie

memoriam facimus: fac eas, Domine, de morte

transire ad vitam, quam olim Abrahae promisisti et semini eius.

### Sanctus

#### Sanctus Dominus

##### Text
| Sanctus, Sanctus, Sanctus Dominus Deus Sabaoth. Pleni sunt cæli et terra gloria tua. Hosanna in excelsis. | Svatý, svatý, svatý, Pán, Bůh zástupů. Nebe i země jsou plny tvé slávy. Hosana na výsostech. |

#### Benedictus
| Benedictus qui venit in nomine Domini. Hosanna in excelsis. | Požehnaný, kdo přichází ve jménu Páně. Hosana na výsostech. |

### Agnus Dei
Agnus Dei,

qui tollis peccata mundi,

dona eis requiem.

Agnus Dei,

qui tollis peccata mundi,

dona eis requiem

Agnus Dei,

qui tollis peccata mundi,

dona eis requiem sempiternam.

### Communio

#### Lux aeterna
Lux aeterna luceat eis, Domine:

Cum Sanctis tuis in aeternum: quia pius es.

Requiem aeternam dona eis. Domine: et lux

perpetua luceat eis. Cum Sanctis tuis in

aeternum: quia pius es.